# Abdulaziz Ali
Abdulaziz Ali (Doha, Catar; 5 de junio de 1980) es un exfutbolista de Catar que jugaba en la posición de portero.

## Carrera

### Club
| Periodo   | Club          | Apariciones | Goles |
| --------- | ------------- | ----------- | ----- |
| 1998-2018 | Al-Gharafa SC | 135         | 0     |
| 2018-2020 | Muaither SC   | 0           | 0     |

### Selección nacional
Jugó para Qatar en 7 ocasiones de 2004 a 2010 y participó en la copa Asiática 2004.

## Logros
- Liga de fútbol de Catar (5): 2001–02, 2004–05, 2007–08, 2008–09, 2009–10
- Copa del Emir de Catar (3): 2001–02, 2009, 2012
- Copa de Catar (3): 2000, 2010, 2011
- Copa de las Estrellas de Catar (2): 2009, 2017-18
- Copa del Jeque Jassem (2): 2005, 2007
- Recopa Árabe (2): 1999